# Munster (ser)
Munster – rodzaj francuskiego sera, który produkowany jest z krowiego mleka. Ser ten zalicza się do serów podpuszczkowych, dojrzewających, a także miękkich. Smak sera munster jest nieco kwaskowy, charakteryzuje go również aromatyczny zapach. 